# Myriopholis wilsoni
Myriopholis wilsoni es una especie de serpientes de la familia Leptotyphlopidae.

## Distribución geográfica yhábitat
Es endémica de Socotra (Yemen). Su rango altitudinal oscila entre 0 y 995 m s. n. m..